# Сокэ (титул)
Сокэ (яп. 宗家 со:кэ) — японский титул, означающий «глава семьи [дома]» и обычно присваиваемый главе школы и хранителю традиций боевого искусства. В области традиционных японских искусств он является синонимом понятию иэмото. Следует учитывать, что термин сокэ не ограничивается исключительно боевыми искусствами.
Данное понятие зачастую ошибочно переводят как «основатель стиля». Это происходит из-за того, что многие современные сокэ являются создателями своих стилей в первом поколении, из-за чего они одновременно являются и основателями, и главами школ. Таких представителей боевых искусств правильно именовать сёдай сокэ (яп. 初代宗家). Как правило, сокэ обладает полными правами на своё искусство: он может сам изменять программу обучения, видоизменять техники, обучать людей, вводить собственную политику в отношении присуждения рангов, передавать знания и тому подобное. Глава школы имеет полномочия на выдачу сертификата мэнкё кайдэн, свидетельствующего о том, что некто полностью освоил все аспекты его стиля.
В некоторых школах боевых искусств, например в Касима син-рю, существует схожий титул — сиханкэ (яп. 師範家), означающий «инструктор по линии», и выполняющий такую же роль. В искусствах, где совместно существуют звания сиханкэ и сокэ, последнее является наследственным почётным титулом по системе иэмото, в то время как сиханкэ отвечает лишь за преподавание и работу в школе.
Некоторые современные западные мастера применяют понятие сокэ-даи (яп. 宗家代) для своих ближайших помощников. Японский иероглиф даи в данном контексте переводится как «вместо» или «замена».